# 達德利 (麻薩諸塞州)
達德利（英語：Dudley）是一個位於美國麻薩諸塞州烏斯特縣的鎮。

## 人口
根據2020年美國人口普查的數據，達德利的面積為57.10平方千米，當中陸地面積為54.50平方千米，而水域面積為2.60平方千米。當地共有人口11921人，而人口密度為每平方千米209人。